# Association Sportive Olympique de Chlef
O ASO Chlef (Association Sportive Olympique de Chlef) (árabe: جمعية أولمبي الشلف) é um clube de futebol da Argélia, com sede na cidade de Chlef.

## História
O clube foi fundado em 1947.

## Títulos
- Campeonato Argelino: 1 (2010-11)
- Copa da Argélia: 2 (2004-05, 2022–23)